# Липље (Љиг)
Липље је насеље у Србији у општини Љиг у Колубарском округу. Према попису из 2022. било је 207 становника.
Овде се налази Кућа Радивојчића у Липљу.

## Порекло становништва
Староседеоци су Брдарићи, Живановићи, Теодоровићи и Радивојевићи. Највећи је део становништва пореклом са Косова. Браћа Радивоје и Симун су се доселили крајем XVIII века из Горње Брњице недалеко од Приштине, од двојице браће су: Радивојчевићи, Антонијевићи, Саматовићи, Јевтићи, Мијаиловићи, Милевићи, Гајићи, Павловићи, Лакићи, Сарићи, Сретеновићи и Живановићи, славе св. Николу.

## Демографија
У насељу Липље живи 317 пунолетних становника, а просечна старост становништва износи 48,9 година (47,1 код мушкараца и 50,8 код жена). У насељу има 149 домаћинстава, а просечан број чланова по домаћинству је 2,50.
Ово насеље је великим делом насељено Србима (према попису из 2002. године), а у последња три пописа, примећен је пад у броју становника.
|  |

| Демографија | Демографија | Демографија |
| Година      | Становника  | Становника  |
| ----------- | ----------- | ----------- |
| 1948.       | 690         |             |
| 1953.       | 725         |             |
| 1961.       | 656         |             |
| 1971.       | 601         |             |
| 1981.       | 516         |             |
| 1991.       | 428         | 424         |
| 2002.       | 372         | 378         |

| Етнички састав према попису из 2002.‍ | Етнички састав према попису из 2002.‍ | Етнички састав према попису из 2002.‍ | Етнички састав према попису из 2002.‍ | Етнички састав према попису из 2002.‍ |
| ------------------------------------ | ------------------------------------ | ------------------------------------ | ------------------------------------ | ------------------------------------ |
|                                      |                                      |                                      |                                      |                                      |
| Срби                                 | Срби                                 |                                      | 371                                  | 99,73%                               |
| непознато                            | непознато                            |                                      | 1                                    | 0,26%                                |

| Година пописа     | 1948. | 1953. | 1961. | 1971. | 1981. | 1991. | 2002. |
| ----------------- | ----- | ----- | ----- | ----- | ----- | ----- | ----- |
| Број домаћинстава | 137   | 142   | 149   | 148   | 140   | 135   | 149   |

| Број чланова      | 1  | 2  | 3  | 4  | 5 | 6 | 7 | 8 | 9 | 10 и више | Просек |
| ----------------- | -- | -- | -- | -- | - | - | - | - | - | --------- | ------ |
| Број домаћинстава | 45 | 47 | 25 | 13 | 9 | 9 | 1 | 0 | 0 | 0         | 2,50   |

| Пол    | Укупно | Неожењен/Неудата | Ожењен/Удата | Удовац/Удовица | Разведен/Разведена | Непознато |
| ------ | ------ | ---------------- | ------------ | -------------- | ------------------ | --------- |
| Мушки  | 160    | 35               | 101          | 13             | 8                  | 3         |
| Женски | 166    | 17               | 95           | 49             | 0                  | 5         |
| УКУПНО | 326    | 52               | 196          | 62             | 8                  | 8         |

| Пол    | Укупно                    | Пољопривреда, лов и шумарство | Рибарство                            | Вађење руде и камена | Прерађивачка индустрија       |
| ------ | ------------------------- | ----------------------------- | ------------------------------------ | -------------------- | ----------------------------- |
| Мушки  | 96                        | 57                            | 0                                    | 3                    | 9                             |
| Женски | 61                        | 46                            | 0                                    | 0                    | 2                             |
| УКУПНО | 157                       | 103                           | 0                                    | 3                    | 11                            |
| Пол    | Производња и снабдевање   | Грађевинарство                | Трговина                             | Хотели и ресторани   | Саобраћај, складиштење и везе |
| Мушки  | 0                         | 9                             | 6                                    | 3                    | 5                             |
| Женски | 0                         | 0                             | 3                                    | 3                    | 2                             |
| УКУПНО | 0                         | 9                             | 9                                    | 6                    | 7                             |
| Пол    | Финансијско посредовање   | Некретнине                    | Државна управа и одбрана             | Образовање           | Здравствени и социјални рад   |
| Мушки  | 0                         | 1                             | 2                                    | 0                    | 0                             |
| Женски | 0                         | 1                             | 1                                    | 0                    | 1                             |
| УКУПНО | 0                         | 2                             | 3                                    | 0                    | 1                             |
| Пол    | Остале услужне активности | Приватна домаћинства          | Екстериторијалне организације и тела | Непознато            | Непознато                     |
| Мушки  | 0                         | 0                             | 0                                    | 1                    | 1                             |
| Женски | 2                         | 0                             | 0                                    | 0                    | 0                             |
| УКУПНО | 2                         | 0                             | 0                                    | 1                    | 1                             |